# Louise Desgarcins
Magdelaine-Marie Des Garcins, dite Louise Desgarcins, est une actrice française née à Mont-Dauphin le 23 mai 1769 et morte à Paris le 27 octobre 1797. Elle était la fille unique de Joseph des Garcins et de sa femme, Marianne.

## Biographie
Après avoir passé quelques années dans les environs de Haarlem, Joseph des Garcins et sa famille regagnèrent leur patrie, grâce à un ministre, de Malesherbes. À la suite de la mort de Joseph, la veuve et Magdelaine-Marie furent invitées à Paris par ce ministre qui les présenta au roi Louis XVI, grâce auquel elles pouvaient habiter une petite maison dans le Jardin du Roi. À l'âge de seize ans environ, cette fille fait, en se promenant, la connaissance de Talma qui n'avait pas encore renoncé aux études médicales. Puis, il découvrit, par hasard, la qualité de la voix de cette fille chantant une hymne dans l'église de l'hôpital de la Pitié. Un jour, cet homme passionné par le théâtre emmena Magdelaine-Marie et sa mère à un des exercices publics de l'École dramatique. Comme une jeune élève dans le rôle d'Atalide de Bajazet ne s'était pas présentée, Talma proposa que ce rôle soit remplacé par Mademoiselle des Garcins qui le connaissait bien. Tout alla pour mieux jusqu'à la grande scène entre Atalide et Roxane.
Elle voulait se consacrer à la vie du cloître depuis qu'elle avait échappé à une grave maladie. Toutefois, le lendemain de cet incident, Magdelaine-Marie décida de son avenir, en écrivant une longue lettre à Talma. Sans hésitation, le jeune homme l'aida à entrer au Conservatoire de Paris récemment ouvert. D'une santé fragile, elle bénéficia, à partir du 18 juin 1786, des leçons de Fleury et de Dugazon, notamment celles de Molé avant de débuter à la Comédie-Française le 24 mai 1788 par le même rôle d'Atalide de Bajazet, sous le nom modifié de Louise Desgarcins. Quelques jours plus tard, elle joua le rôle de Zaïre dans lequel elle produisit un effet prodigieux. Cette actrice eut le vent en poupe.
Tout en produisant une sensation dans le public, elle joua successivement les rôles de Palmyre, de Chimène, d'Iphigénie en Aulide, d'Andromaque, d'Hypermnestre, de Bérénice, d'Alzire, de Monime et d'Inès. Elle fut reçue sociétaire à la fin de l'année[Laquelle ?].
En 1791, lors de la scission de la Comédie-Française en deux camps, elle choisit, ainsi que Rose Vestris et Mlle Lange, de suivre Dugazon, Talma et Grandmesnil pour le Théâtre des Variétés-Amusantes, qui prend alors le nom de Théâtre-Français de la rue Richelieu.
La sensibilité particulière de cette actrice provoqua enfin des catastrophes. D'abord, elle se donna plusieurs coups de poignard, soupçonnant la fidélité de son amant Allard, dit Arnault, chez lui. Il fallut qu'elle prenne une longue convalescence. Si elle voulait reprendre ses rôles, son corps n'était plus capable de les jouer jusqu'à la fin. De plus, sa raison l'abandonna définitivement, après qu'elle eut été captive par des voleurs, dans la cave de sa maison isolée et située près de Sceaux (Hauts-de-Seine), pendant plus de vingt-quatre heures. Elle fut ramenée à Paris où elle décéda dans le dénuement et la misère, à l'âge de 28 ans.
Le 26 avril 1808, une fille de cette actrice débuta sous le nom de Mondran, à l'âge de quatorze ans, dans le rôle d'Atalide de Bajazet, tout comme sa mère. Cependant, elle n'obtint aucun succès.
Malgré sa courte carrière, Mlle Desgarcins fut considérée comme l'une des plus grandes tragédiennes de son temps, en quelque sorte le pendant féminin de Talma. Jean-François de La Harpe écrivit : "elle a eu le succès le plus mérité ; à la figure près, car elle n'est pas jolie, elle promet de nous rendre Gaussin. Je n'ai jamais entendu une voix plus nette, plus flexible : tous ses accents sont justes, tous ses mouvements naturels ou nobles..." .

## Carrière à la Comédie-Française
Elle est entrée en 1788. 

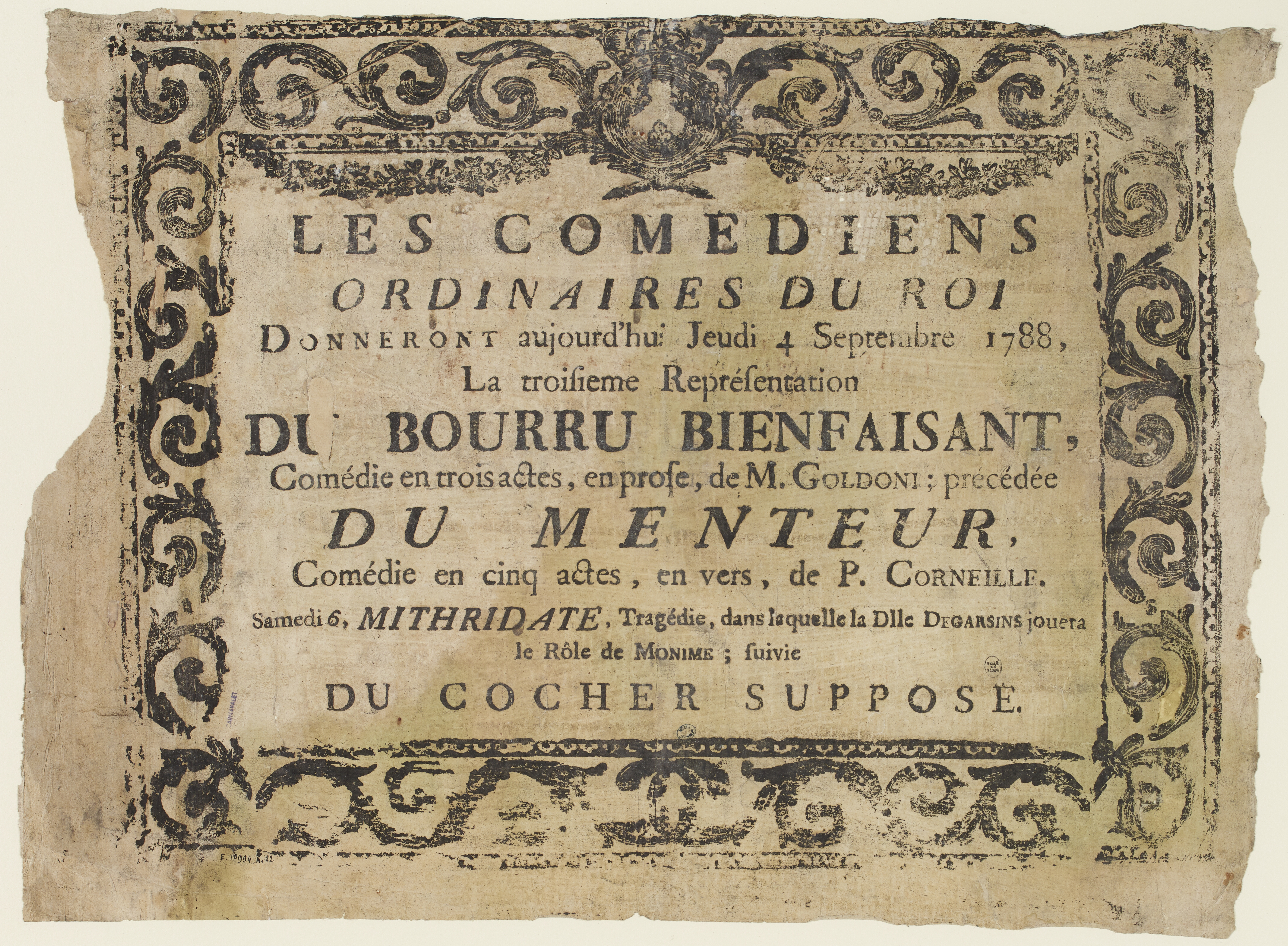
Affiche de 1788 mentionnant la demoiselle Degarsins (sic) dans Mithridate.

- 1788 : Mithridate de Jean Racine : Monime
- 1788 : Bajazet de Jean Racine : Atalide
- 1788 : Lanval et Viviane de Pierre-Nicolas André-Murville : Viviane
- 1788 : Bérénice de Jean Racine : Bérénice (9 fois, 1788-1790)
- Le Cid de Pierre Corneille : Chimène
- Andromaque de Jean Racine : Andromaque

### Au Théâtre-Français de la rue de Richelieu
- 1791 : Abdélazis et Zuléïma de Pierre-Nicolas André-Murville : Zuleïma
- 1792 : Adélaïde du Guesclin de Voltaire : Adélaïde du Guesclin
- 1795 : Abufar ou La Famille arabe de Jean-François Ducis : Saléma